# Eusebio Martínez de Velasco

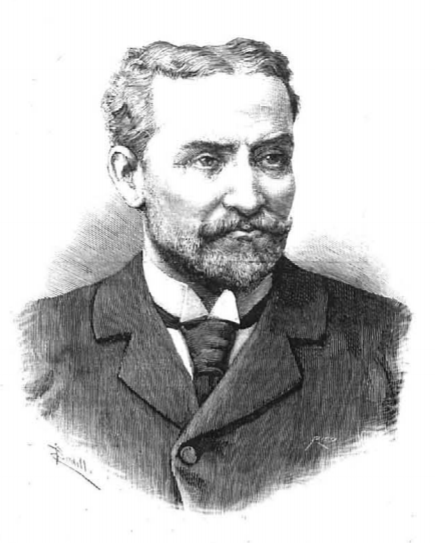
Eusebio Martínez de Velasco

Eusebio Martínez de Velasco (Burgos, 1836-Madrid, 1893) fue un periodista y escritor español.

## Biografía
Nacido en la ciudad de Burgos el 15 de septiembre de 1836, fue autor de numerosas obras, de carácter histórico en su mayor parte, entre las que se encontraron títulos como Noche de venganzas: episodio histórico de la Guerra de las Comunidades de Castilla (1874); Guadalete y Covadonga del año 600 al 900: (páginas de la historia patria) (1879, 3ª ed.,1882); León y Castilla del año 850 al 1350: (páginas de la historia patria-reconquista) (1880); Ecos de gloria: leyendas y tradiciones históricas en verso y prosa (1880); La corona de Aragón (páginas de la Reconquista). Del año 1850 al 1350 (1882), Isabel la Católica: 1451-1504 (1883); o Comunidades, germanias y asonadas, 1517-1522; entre otros.
También fue redactor de La España (1868), La Ilustración Española y Americana y La Moda Elegante durante varios años, además de colaborar en El Teatro, La Edad Dichosa y Blanco y Negro. Falleció el 6 de marzo de 1893 en Madrid.
Era sobrino del general carlista Gerardo Martínez de Velasco.